# Мань-Холупъя
Мань-Холупъя (устар. Мань-Холуп-Я) — река в Советском районе Ханты-Мансийского автономного округа. Устье реки находится в 216 км по левому берегу реки Тапсуй. Длина реки составляет 54 км. В 7 км от устья, по правому берегу реки впадает река Мань-Холупъятоип.

## Данные водного реестра
По данным государственного водного реестра России относится к Нижнеобскому бассейновому округу, водохозяйственный участок реки — Северная Сосьва, речной подбассейн реки — Северная Сосьва. Речной бассейн реки — (Нижняя) Обь от впадения Иртыша.